# Marsdenia woodburyana
Marsdenia woodburyana là một loài thực vật có hoa trong họ La bố ma. Loài này được Acev.-Rodr. mô tả khoa học đầu tiên năm 1999.